# Shunya Shiraishi
Shunya Shiraishi (白石隼也 Shiraishi Shunya?, n. 3 de agosto de 1990) es un actor japonés, popular por su papel de Haruto Soma, el personaje principal de la serie tokusatsu Kamen Rider Wizard.

## Filmografía

### Televisión
| Año  | Título                           | Personajes                     | Cadena   | Otras notas                        |
| ---- | -------------------------------- | ------------------------------ | -------- | ---------------------------------- |
| 2010 | Q10                              |                                | NTV      |                                    |
| 2011 | Honboshi: Shinri Tokusou Jikenbo |                                | TV Asahi |                                    |
| 2012 | Kamen Rider Fourze               | Haruto Soma                    | TV Asahi | Youth-Ful Gal-Axy (Episodio final) |
| 2012 | Kamen Rider Wizard               | Haruto Soma/Kamen Rider Wizard | TV Asahi | Papel principal                    |
| 2013 | Higanjima                        | Akira Miyamoto                 | MBS/TBS  | Papel principal                    |
| 2014 | Watashi no Kirai na Tantei       | Tomura Ryuhei                  | TV Asahi |                                    |
| 2016 | Good Morning Call                | Uehara Hisashi                 | Netflix  | Papel principal                    |
| 2016 | Sanada Maru                      | Kimura Shigenari               | NHK      | Taiga drama                        |
| 2016 | Koe Koi (Voice Love)             | Kyoshiro Yoshioka              | TV Tokyo | Papel secundario                   |

### Cine
| Año  | Título                                                                           | Personajes                     | Otras notas     |
| ---- | -------------------------------------------------------------------------------- | ------------------------------ | --------------- |
| 2008 | Uniform SurviGirl II                                                             |                                |                 |
| 2009 | Gokusen: The Movie                                                               |                                |                 |
| 2009 | Gakko Ura Site                                                                   |                                |                 |
| 2009 | Chasing My Girl                                                                  |                                |                 |
| 2010 | Goldfish in Sea                                                                  | Masaru Teraoka                 |                 |
| 2011 | Gantz                                                                            | Hiroto Sakurai                 |                 |
| 2011 | Snow Flake                                                                       |                                |                 |
| 2011 | Ninja Kids!!!                                                                    | Komatsu                        |                 |
| 2011 | Kaiji 2                                                                          |                                |                 |
| 2012 | Signal                                                                           | Haruto Miyase                  |                 |
| 2012 | Kamen Rider Fourze the Movie: Space, Here We Come!                               | Kamen Rider Wizard (Voz)       | Cameo           |
| 2012 | Kamen Rider × Kamen Rider Wizard & Fourze: Movie War Ultimatum                   | Haruto Soma/Kamen Rider Wizard | Papel principal |
| 2013 | Kamen Rider × Super Sentai × Space Sheriff: Super Hero Taisen Z                  | Haruto Soma/Kamen Rider Wizard | Papel principal |
| 2013 | Kamen Rider Wizard in Magic Land                                                 | Haruto Soma/Kamen Rider Wizard | Papel principal |
| 2013 | Kamen Rider × Kamen Rider Gaim & Wizard: The Fateful Sengoku Movie Battle        | Haruto Soma/Kamen Rider Wizard | Papel principal |
| 2014 | Heisei Riders vs. Shōwa Riders: Kamen Rider Taisen feat. Super Sentai            | Haruto Soma/Kamen Rider Wizard | Papel principal |
| 2015 | Strayer's Chronicle                                                              | Wataru                         |                 |
| 2016 | Nozokime                                                                         | Shinji Tsuda                   | [ 7 ] [ 8 ]     |
| 2016 | Kamen Rider Heisei Generations: Dr. Pac-Man vs. Ex-Aid & Ghost with Legend Rider | Haruto Soma/Kamen Rider Wizard | Papel principal |
| 2017 | Tokyo Ghoul                                                                      | Nishiki Nishio                 | [ 10 ] [ 11 ]   |
| 2018 | Roupeiro no Yūutsu                                                               | Eisaku Sakagami                | Papel principal |